# Fernando Canesin
Fernando Canesin Matos (* 27. Februar 1992 in Ribeirão Preto) ist ein brasilianisch-belgischer Fußballspieler. Er wird auf der Position eines offensiven Mittelfeldspielers eingesetzt, alternativ auch als Rechtsaußen.

## Karriere
Canesin begann seine fußballerische Laufbahn bei unterklassigen Klubs in seiner Heimat. 2009 wechselte er nach Belgien zum RSC Anderlecht, wo er zunächst im Nachwuchsbereich unterkam. 2011 schaffte er den Sprung in den Profikader. Am 17. Mai 2011, dem zehnten Spieltag der Saison 2010/11, gab er im Heimspiel gegen Sporting Lokeren sein Debüt. In der Partie stand er in der Startelf und spielte bis zum Ende durch. Zur Saison 2011/12 erhielt Canesin einen Kontrakt über fünf Jahre. Am Saisonende konnte er mit dem Klub den Gewinn der Meisterschaft feiern (33 Spiele, ein Tor). Nachdem er im Zuge der Titelverteidigung in der Folgesaison über die Rolle eines Reservespielers nicht hinaus kam (vier Spiele, kein Tor), wurde Canesin zur Saison 2013/14 an den KV Ostende ausgeliehen. Bei Ostende konnte er sich wieder als Stammspieler etablieren und wurde nach Ablauf der Leihe fest von dem Klub übernommen. Im Januar 2016 verlängerte er seinen Kontrakt mit dem Klub bis Jahresende 2020. Im Dezember 2016 erhielt Canesin die belgische Staatsbürgerschaft. Nach Auslaufen seines Vertrages kehrte er in seine Heimat zurück.
Canesin unterzeichnete einen Kontrakt bei Athletico Paranaense. Der Kontrakt erhielt eine Laufzeit bis Dezember 2021. In seinem ersten Jahr konnte er mit dem Klub die Staatsmeisterschaft von Paraná 2020 gewinnen und am 20. November 2021 konnte man im Finale der Copa Sudamericana 2021 den Red Bull Bragantino bezwingen (zehn Spiele, ein Tor). Nachdem sein Vertrag mit Athletico nicht verlängert worden war, schloss sich Canesin dem Cruzeiro EC an. Der Kontrakt erhielt eine Laufzeit bis Ende des Jahres 2022 mit der Option auf die Verlängerung um ein weiteres Jahr. Hier soll er dem Klub helfen einen der Aufstiegsplätze in der Série B 2022 zu belegen. Im November 2022 konnte Brock mit dem Klub die Série B gewinnen und den Aufstieg in die Série A für 2023 feiern (elf Spiele, kein Tor). Brock verblieb aber nicht bei Cruzeiro, sondern wechselte zur AA Internacional (Limeira). Nach Austragung der Spiele um die Staatsmeisterschaft verließ Canesin den Klub wieder.
Der Spieler unterzeichnete beim Criciúma EC, um mit diesem in der Série B 2023 anzutreten. Der Kontrakt erhielt eine Laufzeit bis zum Ende der Meisterschaft im November. Mit dem Klub erreichte er den dritten Platz, welcher zum Aufstieg in die Série A 2024 qualifizierte. Hierbei saß Canesin 13 mal auf der Bank und wurde in sieben Spielen eingewechselt (kein Tor). Zu Saisonbeginn 2024 kehrte Canesin zur AA Internacional zurück. Nach dem Ausscheiden in der Staatsmeisterschaft im März endete sein Kontrakt. Seitdem ist er ohne neue Anstellung.

## Erfolge
Anderlecht
- Division 1A: 2011/12, 2012/13
- Belgischer Fußball-Supercup: 2012/13

Athletico Paranaense
- Staatsmeisterschaft von Paraná: 2020
- Copa Sudamericana: 2021

Cruzeiro
- Série B: 2022